# Emprunt Balladur
Pour les articles homonymes, voir Emprunt.
L'emprunt Balladur est un emprunt national lancé le 25 mai 1993 par le Premier ministre Édouard Balladur, d'un montant de 40 milliards de francs. Il avait pour objectif, selon la formule de L'Express, de « mobiliser l'épargne des Français les plus aisés pour financer l'accès au travail des jeunes et la relance des travaux publics et du bâtiment ».

## Histoire
Ne pouvant disposer immédiatement des revenus dégagé par les privatisations envisagées, Édouard Balladur et son ministre du Budget, Nicolas Sarkozy, mettent en place un emprunt national à hauteur de 40 milliards de francs pour financer des dépenses de l’État. L'épargne récoltée doit être remboursée en quatre ans, à un taux de 6 %. Cet emprunt ne devait servir que de « crédit-relais », à tel point qu'il est prévu que certains souscripteurs soient remboursés en action d'entreprises privatisées. Finalement, ce sont 110 milliards de francs qui sont récoltés auprès de 1,4 million de Français.
Le Directeur du Trésor Jean-Claude Trichet se montre critique vis-à-vis de cet emprunt, notamment par le fait qu'il existe l'emprunt d'État, moins risqué, avec un taux moindre et des frais annexes inexistants. Ces derniers sont notamment la campagne publicitaire organisée (25 millions de francs), les commissions auprès des banques (800 millions de francs), les réductions d'impôts (1,5 milliard de francs) et autres exonérations de taxes (2 milliards de francs). De plus, l'argent de l'emprunt finance les dépenses courantes du budget et n'est que partiellement couvert par l'argent des privatisations. L'État doit débourser entre 3,3 et 4,3 milliards de francs dans cet emprunt lorsqu'il rembourse les 90 milliards restants, le 16 juillet 1997,.
Édouard Balladur juge positivement cet emprunt, considérant qu'il a permis de rétablir la confiance dans un contexte de forte récession et qu'il a finalement rapporté beaucoup plus qu'il n'a coûté. Il a rassemblé, en francs constants, deux fois et demie la somme de l'emprunt Pinay de 1952.
L'emprunt Balladur est critiqué pour ses frais de financement élevés. Selon les différentes estimations, les commissions de placement réglées aux intermédiaires financiers, les frais d'organisation et les remboursements auront coûté entre 2 et 5 milliards de francs à l'Etat.